# Generation

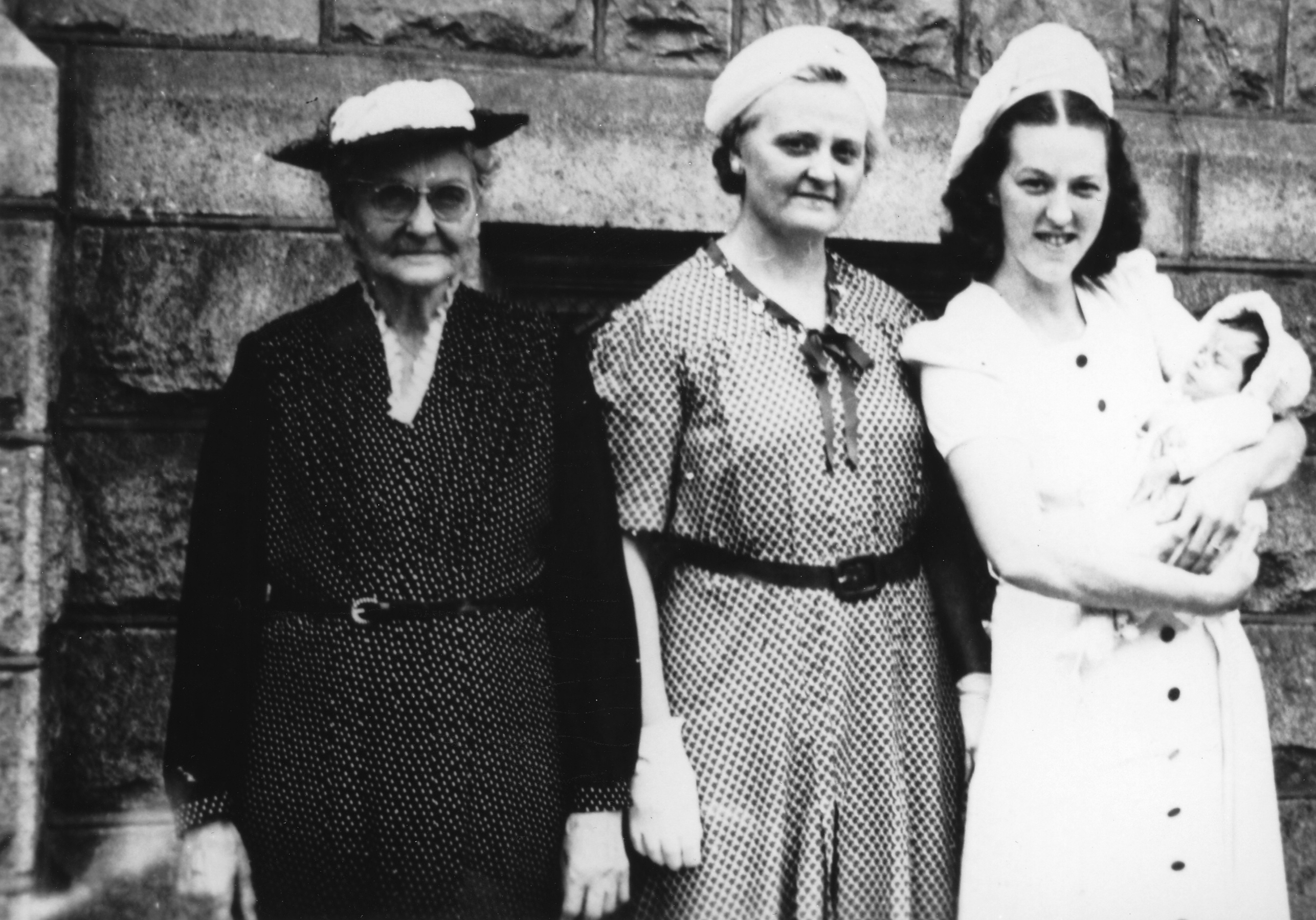
Vier Generationen einer Familie: Urgroßmutter, Großmutter, Mutter mit Baby (USA 1946)

Eine Generation ist in der Biologie die Gesamtheit aller Lebewesen, die innerhalb ihrer Abstammungsgruppe ungefähr denselben Abstand von den gemeinsamen Vorfahren beziehungsweise ihren Nachkommen haben (etwa die Generation der Großeltern, der Eltern oder der Kinder). In der Soziologie wird die Bezeichnung verwendet, um die gesellschaftliche Prägung unterschiedlicher aufeinander folgender Alterskohorten herauszuarbeiten, siehe Generation (Gesellschaft). Daneben wird der Begriff Generation metaphorisch auch in politischen Diskursen benutzt. So war z. B. vor allem in den 1990er Jahren von den „Enkeln Willy Brandts“ die Rede, d. h. von Politikern, die deutlich jünger als Willy Brandt waren und in der Zeit, als dieser Vorsitzender der SPD war, noch eine „Führungsreserve“ bildeten. Auch in Kunst und Wissenschaft hat sich der Begriff des Enkelschülers etabliert, um so im übertragenen Sinn eine Art von Abstammung auszudrücken. 

## Genealogie
In der Familiengeschichtsforschung (Genealogie) ist eine Generation die Gesamtheit aller Lebewesen, die zu anderen Lebewesen in aufsteigender oder absteigender Linie durch Abstammung verbunden sind und im selben Abstand stehen. Wird von einem Probanden oder einer Probandengeneration von Gleichaltrigen ausgegangen, kann von der ersten, zweiten, dritten und anfolgenden Vorfahren- oder Nachkommen-Generation eines Probanden oder einer Probandengeneration gesprochen werden. In genealogischen Listen und Tafeln ist es üblich, die Generationen durch vorgesetzte römische Zahlen kenntlich zu machen, etwa vor den Kekule-Nummern (siehe Generationsbezeichnungen).

## Biologie
In der Biologie beschreibt Generation – wie auch in der Genealogie – stets die einzelnen Stufen einer Abstammungslinie (siehe Parentalgeneration). Jedoch kann hier als Besonderheit ein Generationswechsel auftreten, bei dem auf eine sich zweigeschlechtlich vermehrende Generation eine sich ungeschlechtlich vermehrende Generation folgt und nach dieser wieder eine sich zweigeschlechtlich vermehrende Generation. Oft geht ein Generationswechsel mit einem Kernphasenwechsel einher. In solchen Fällen kann selbst dann von einer „neuen Generation“ gesprochen werden, wenn diese infolge ungeschlechtlicher Vermehrung entstand, also aus genetischer Sicht ein Klon der Vorgängergeneration ist.

## Geisteswissenschaften
In den 1920er Jahren wurde die Bezeichnung Generation genutzt, um den Wandel in der Geistesgeschichte zu beschreiben. José Ortega y Gasset entwickelte 1923 in El tema de nuestro tiempo eine Geschichtsphilosophie der Generationen. Julius Petersen definierte 1926 die deutsche Romantik im Anschluss an Dilthey als Gruppe von Altersgenossen, die eine Erlebnisgemeinschaft bilden und ein Verständnis der kulturellen Situation teilen. Ein anderes Generationsverständnis findet sich bei Wilhelm Pinder und Hans von Müller: Sie postulierten Gemeinsamkeiten unabhängig von Gruppenbildungen allein aufgrund der Geburtsjahrgänge. Einen soziologischen Beitrag zur Theorie der Generationen lieferte Karl Mannheim 1928. In der neueren Diskussion wird die Vorstellung von Generationen mitunter als nachträgliche Identitätskonstruktion analysiert.

## Generationenabstand

### Mittlerer Generationenabstand
Der Generationenabstand, die Generationsdauer oder die Generationenspanne ist der Durchschnitt der Altersdifferenz aller Kinder zu Vater oder Mutter in Jahren. Entsprechend den Unterschieden im mittleren Heiratsalter von Mann und Frau ist die Generationenspanne zum Vater in der Regel größer als zur Mutter. Auch die längere Dauer der Fruchtbarkeit von Männern im Vergleich zu Frauen wirkt sich auf die Länge der Generationenspanne aus. So beträgt z. B. die Differenz zwischen den Geburtsjahren von Richard Wagner (1813) und seiner Urenkelin Katharina (1978) 165 Jahre. In der Mutterlinie ergibt sich durchschnittlich in zehn Generationen etwa eine Generationenspanne mehr als in der Vaterlinie.
Vor 1900 betrug der mittlere Generationenabstand noch über 30 Jahre. Gustav von Rümelin berechnete 1875 für Deutschland eine durchschnittliche Generationsdauer von 36,5, für Frankreich eine von 34,5 Jahren. Er addierte hierzu das mittlere Heiratsalter der Männer und die halbe Dauer der mittleren ehelichen Fruchtbarkeit. Um die Mitte des 20. Jahrhunderts sank der mittlere Generationenabstand um einige Jahre, weil die Mehrzahl der Kinder von Müttern unter 25 Jahren geboren wurde, die dann kaum noch weitere Kinder hatten. Davor waren noch zahlreiche Kinder von Müttern über 30 oder auch 40 Jahren geboren worden. In den letzten zwei Jahrzehnten hat sich dieser sinkende Trend in Deutschland erneut umgekehrt, der Generationenabstand ist wieder gewachsen. Bei der Geburt ihres ersten Kindes waren Frauen in Deutschland im Jahr 2020 durchschnittlich 29,9 Jahre alt.
In der Demografie ist der Generationenabstand eine der Kenngrößen zur Beschreibung des generativen Verhaltens, die auch zur Bevölkerungsprognose herangezogen werden.
Überschlagsweise werden für eine Generation normalerweise 30 Jahre angesetzt.

### Rekord
Die größte Anzahl von Generationen, die nachgewiesenermaßen in einer Familie gleichzeitig am Leben waren, war sieben: 1989 hat die zu diesem Zeitpunkt 109-jährige Augusta Bunge aus Wisconsin die Geburt eines Ur-ur-ur-ur-Enkelkindes erlebt.